# Tibouchina adenophora
Tibouchina adenophora är en tvåhjärtbladig växtart som beskrevs av Célestin Alfred Cogniaux. Tibouchina adenophora ingår i släktet Tibouchina och familjen Melastomataceae. Inga underarter finns listade i Catalogue of Life.